# Папрадиште (Кичево)
Папрадиште (мкд. Папрадиште) је село у Северној Македонији, у западном делу државе. Папрадиште припада општини Кичево.

## Географија
Насеље Папрадиште је смештено у западном делу Северне Македоније. Од најближег већег града, Кичева, насеље је удаљено 20 km северно.
Рељеф: Папрадиште се налази у горњем делу историјске области Кичевија. Село је положено високо, на западним висовима планина Добра вода. Јужно од насеља тло се стрмо спушта у Кичевско поље. У близини села је извориште реке Темнице. Надморска висина насеља је приближно 1.160 метара.
Клима у насељу је планинска због знатне надморске висине.

## Становништво
По попису становништва из 2002. године, Папрадиште је имало 75 становника.
Претежно становништво у насељу су Албанци (99%).
Већинска вероисповест у насељу је ислам.